# Green Lake, Saskatchewan
Green Lake är en ort i Kanada.   Den ligger i provinsen Saskatchewan, i den centrala delen av landet, 2 500 km väster om huvudstaden Ottawa. Green Lake ligger 472 meter över havet och antalet invånare är 418.
Terrängen runt Green Lake är platt. Trakten runt Green Lake är nära nog obefolkad, med mindre än två invånare per kvadratkilometer.. 
I omgivningarna runt Green Lake växer i huvudsak blandskog.